# Джованні (юдик Арбореї)
Джованні I (італ. Giovanni d'Arborea;  д/н — 23 березня 1304) — юдик (володар) Арборейської юдикату у 1297—1304 роках. Мав прізвисько Кьяно.

## Життєпис
Походив з династії Серра-Бас. Син Маріано II, юдика Арбореї, та доньки Андреотто Сарацени Кальдери, пізанського патриція. У 1287 року одружився з Джакоміною Герардески. У 1297 році після смерті батька успадкував владу. Втім під тиском Пізанської республіки, що встановила владу в Галлурському юдикаті, йому був призначений опікун Тосорато дельї Уберті. Водночас папа римський Боніфацій VIII надав арагонському королю Хайме II титул короля Корсики і Сардинії в обмін на відмову від Сицилії.
Перед юдиком постала загроза з боку Арагону. Готуючись до війни у 1300 році Джованні продав Пізанській республіці частину колишнього Кальярського юдикату, що з 1258 року перебувала у складі Арбореї. Також пізанцям передав срібні копальні та частину державних податків. Проте 1304 року це викликало загальне повстання проти юдика, якого було схоплено й вбито. Трон перейшов до його позашлюбних синів Андреотто і Маріано III.

## Родина
Дружина — Джакоміна, донька Уголіно делла Герардески
Діти:
- Джованна (д/н—1308)

2. Коханка — Вера Каппай ді Вілласальто
Діти:
- Андреотто (д/н—1308). юдик Арбореї
- Маріано (д/н—1321), юдик Арбореї